# 71489 Dynamocamp
71489 Dynamocamp è un asteroide della fascia principale. Scoperto nel 2000, presenta un'orbita caratterizzata da un semiasse maggiore pari a 3,1530456 UA e da un'eccentricità di 0,1294622, inclinata di 0,78092° rispetto all'eclittica.